# 首都圏電鉄中央線
首都圏電鉄中央線（しゅとけんでんてつチュンアンせん）は、かつて首都圏電鉄を構成していた運行形態の一つである。ラインカラーは●エメラルド色。
大韓民国ソウル特別市龍山区にある龍山駅から京元線・中央線を経由し、京畿道楊平郡にある龍門駅とを結ぶ運行形態から構成され、全線を韓国鉄道公社が運営していた。
2014年12月27日の龍山線龍山駅-孔徳駅間の開通により首都圏電鉄京義線との直通運転を開始し、首都圏電鉄京義・中央線に統合された。

## 概要
京元線の龍山駅から回基駅までの区間は開業当初からほとんど独立された運行をしており、1978年の開業時から4両編成の電車が龍山駅から城北駅までの間を往復していた。その後、地下鉄1号線系統の電車の増発によって車両数が不足した為、1980年から日本製気動車による運転に切り替えられたが、1988年からは城北電動車事務所の10両編成による電車運転に回復した。
2005年に中央線の清凉里駅から徳沼駅までの区間が広域電鉄化されたことによってその区間と一体化され、龍山駅 - 清凉里駅 - 城北駅の運転から龍山駅 - 清凉里駅 - 徳沼駅に切り替えられた。この新系統の名称は「龍山 - 徳沼電鉄」だったが、多くの路線図や案内板では「中央線」扱いになっていてあまり使われることはなかった。
その後は、2007年12月に徳沼 - 八堂間、2008年12月に八堂 - 菊秀間、2009年12月に菊秀 - 龍門間が延伸開業した。また、2014年12月27日より龍山駅から龍山線を経由し、京義線文山駅まで直通運転を開始した。

## 歴史
- 1978年12月9日 - 龍山駅 - 清凉里駅 (12.7km) を電化・複線化[1]。
- 1980年4月1日 - 漢南、回基の2駅が営業開始[2]。
- 1985年10月18日 - 3号線開業に合わせる形で玉水駅営業開始[3]。
- 2001年7月1日 - 玉水駅移設。
- 2005年12月16日 - 清凉里駅 - 徳沼駅 (17.2Km) を複線化・電車運行開始。
- 2007年12月27日 - 徳沼駅 - 八堂駅 (5.9Km) を複線化・電車運行開始。全列車が8両編成に短縮。
- 2008年4月1日 - ワンマン運転を開始。
- 2008年12月1日 - 上り線に限り急行列車運行開始。
- 2008年12月29日 - 八堂駅 - 菊秀駅 (15.5km) を複線化・電車運行開始。
- 2009年12月23日 - 菊秀駅 - 龍門駅 (19.7Km) を複線化・電車運行開始。
- 2010年12月21日 - 上鳳駅・梧浜駅が開業。上鳳駅 - 忘憂駅 (0.6Km) を複々線化（京春線の線路を増設）。
- 2011年10月4日 - 全列車が6両編成に短縮。車両不足のため盆唐線より351000系を借入。
- 2012年5月21日 - 42往復が8両編成に変更。
- 2012年6月1日 - 8両編成の運行本数を58往復に変更。361000系2本を塗装変更の上で投入。
- 2014年3月1日 - 全列車8両編成化。
- 2014年12月27日 - 京義線へ直通運転を開始、首都圏電鉄京義・中央線となり、当系統は廃止。

## 車両
- 321000系電車

### 過去の使用車両
- 1000系電車
- 5000系電車 → 321000系電車へ編入。
- 6000系電車（2007年1月より営業開始） → 321000系電車へ編入。

## 運行
- 緩行
  - 龍山 - 龍門間で運行。一部列車は清凉里駅発着。また、徳沼駅・八堂駅・楊平駅発着もある。
  - 龍山 - 徳沼間は基本的に1時間に4本で、徳沼 - 龍門間は基本的に1時間に2本である。
- 急行
  - 平日の朝ラッシュ時間帯に楊平発龍山行き2本が運転される。

## 駅一覧
- ●：停車、↑：通過（矢印はその方向のみ運転）
- 緩行はすべての駅に停車するため省略。

| 駅 番号 | 駅名                      | 駅名                      | 駅名                                                  | 駅間キロ (km) | 累計キロ (km) | 駅 等級    | 駅種別         | 急行   | 接続路線                                                                              | 接続路線                                                                    | 接続路線 | 所在地       | 所在地   | 線籍上の路線名 |
| 駅 番号 | 日本語                    | ハングル                  | 英語                                                  | 駅間キロ (km) | 累計キロ (km) | 駅 等級    | 駅種別         | 急行   | 接続路線                                                                              | 接続路線                                                                    | 接続路線 | 所在地       | 所在地   | 線籍上の路線名 |
| ------- | ------------------------- | ------------------------- | ----------------------------------------------------- | ------------- | ------------- | ---------- | -------------- | ------ | ------------------------------------------------------------------------------------- | --------------------------------------------------------------------------- | --- | ------------ | -------- | -------------- |
| K110    | 龍山駅                    | 용산역                    | Yongsan                                               | 0.0           | 0.0           | 1級        | 普通駅         | ◎      | 韓国鉄道公社：KTX・京釜線（一般旅客列車・●首都圏電鉄1号線）                           | 韓国鉄道公社：KTX・京釜線（一般旅客列車・●首都圏電鉄1号線）                 | 韓国鉄道公社：KTX・京釜線（一般旅客列車・●首都圏電鉄1号線）                                                                                    | ソウル特別市 | 龍山区   | 京元線         |
| K111    | 二村駅                    | 이촌역                    | Ichon                                                 | 1.9           | 1.9           | 乙種代売所 | 乙種代売所     | ●      | ソウルメトロ：4号線（●首都圏電鉄4号線）                                               | ソウルメトロ：4号線（●首都圏電鉄4号線）                                     | ソウルメトロ：4号線（●首都圏電鉄4号線） | ソウル特別市 | 龍山区   | 京元線         |
| K112    | 西氷庫駅                  | 서빙고역                  | Seobinggo                                             | 1.7           | 3.6           | 3級        | 普通駅         | ↑      |                                                                                       |                                                                             | | ソウル特別市 | 龍山区   | 京元線         |
| K113    | 漢南駅                    | 한남역                    | Hannam                                                | 1.9           | 5.5           | 乙種代売所 | 乙種代売所     | \|     |                                                                                       |                                                                             | | ソウル特別市 | 龍山区   | 京元線         |
| K114    | 玉水駅                    | 옥수역                    | Oksu                                                  | 1.6           | 7.1           | 配置簡易駅 | 配置簡易駅     | ●      | ソウルメトロ：3号線（●首都圏電鉄3号線）                                               | ソウルメトロ：3号線（●首都圏電鉄3号線）                                     | ソウルメトロ：3号線（●首都圏電鉄3号線） | ソウル特別市 | 城東区   | 京元線         |
| K115    | 鷹峰駅                    | 응봉역                    | Eungbong                                              | 1.8           | 8.9           | 乙種代売所 | 乙種代売所     | ↑      |                                                                                       |                                                                             | | ソウル特別市 | 城東区   | 京元線         |
| K116    | 往十里駅                  | 왕십리역                  | Wangsimni                                             | 1.4           | 10.3          | 3級        | 普通駅         | ●      | ソウルメトロ：●2号線 ソウル特別市都市鉄道公社：●5号線 韓国鉄道公社：●盆唐線           | ソウルメトロ：●2号線 ソウル特別市都市鉄道公社：●5号線 韓国鉄道公社：●盆唐線 | ソウルメトロ：●2号線 ソウル特別市都市鉄道公社：●5号線 韓国鉄道公社：●盆唐線                                                                    | ソウル特別市 | 城東区   | 京元線         |
| K117    | 清凉里駅                  | 청량리역                  | Cheongnyangni                                         | 2.4           | 12.7          | 1級        | グループ代表駅 | ●      |                                                                                       | 京春線 供用区間                                                             | 韓国鉄道公社：中央線（一般旅客列車・●首都圏電鉄1号線）・京元線（一般旅客列車・●首都圏電鉄1号線） ソウルメトロ：地下鉄1号線（●首都圏電鉄1号線） | ソウル特別市 | 東大門区 | 京元線         |
| K117    | 清凉里駅                  | 청량리역                  | Cheongnyangni                                         | 2.4           | 12.7          | 1級        | グループ代表駅 | ●      | 中央線                                                                                | 京春線 供用区間                                                             | 韓国鉄道公社：中央線（一般旅客列車・●首都圏電鉄1号線）・京元線（一般旅客列車・●首都圏電鉄1号線） ソウルメトロ：地下鉄1号線（●首都圏電鉄1号線） | ソウル特別市 | 東大門区 |                |
| K118    | 回基駅                    | 회기역                    | Hoegi                                                 | 1.4           | 14.1          | 3級        | 運転簡易駅     | ●      | 韓国鉄道公社：京元線（●1号線） (123)                                                  | 京春線 供用区間                                                             | | ソウル特別市 | 東大門区 |                |
| K119    | 中浪駅                    | 중랑역                    | Jungnang                                              | 1.8           | 15.9          | 2級        | 乙種代売所     | ↑      |                                                                                       | 京春線 供用区間                                                             | 中浪区 | ソウル特別市 |          |                |
| K120    | 上鳳駅                    | 상봉역                    | Sangbong                                              | 0.8           | 16.7          | 配置簡易駅 | 配置簡易駅     | ●      | 韓国鉄道公社：●忘憂線 （ITX-青春のみ直通運転） ソウル特別市都市鉄道公社：●7号線 (720) | 京春線 供用区間                                                             | 中浪区 | ソウル特別市 |          |                |
| K121    | 忘憂駅                    | 망우역                    | Mangu                                                 | 0.6           | 17.3          | 2級        | グループ代表駅 | ↑      | 韓国鉄道公社：●京春線                                                                 | 韓国鉄道公社：●京春線                                                       | 韓国鉄道公社：●京春線 | ソウル特別市 |          |                |
| K122    | 養源駅                    | 양원역                    | Yangwon                                               | 1.9           | 19.0          | 3級        | 乙種代売所     | \|     |                                                                                       |                                                                             | | ソウル特別市 |          |                |
| K123    | 九里駅                    | 구리역                    | Guri                                                  | 3.2           | 22.2          | 普通駅     | 普通駅         | ●      |                                                                                       |                                                                             | | 京畿道       | 九里市   |                |
| K124    | 陶農駅                    | 도농역                    | Donong                                                | 1.7           | 23.9          | 3級        | 普通駅         | ●      |                                                                                       |                                                                             | | 京畿道       | 南楊州市 |                |
| K125    | 養正駅                    | 양정역                    | Yangjeong                                             | 3.7           | 27.6          | 3級        | 乙種代売所     | ↑      |                                                                                       |                                                                             | | 京畿道       | 南楊州市 |                |
| K126    | 徳沼駅                    | 덕소역                    | Deokso                                                | 2.3           | 29.9          | 3級        | 普通駅         | ●      | 韓国鉄道公社：中央線（一般旅客列車）                                                  | 韓国鉄道公社：中央線（一般旅客列車）                                        | 韓国鉄道公社：中央線（一般旅客列車） | 京畿道       | 南楊州市 |                |
| K127    | 陶深駅                    | 도심역                    | Dosim                                                 | 1.5           | 31.4          | 乙種代売所 | 乙種代売所     | ●      |                                                                                       |                                                                             | | 京畿道       | 南楊州市 |                |
| K128    | 八堂駅                    | 팔당역                    | Paldang                                               | 4.2           | 35.6          | 3級        | 普通駅         | ↑      |                                                                                       |                                                                             | | 京畿道       | 南楊州市 |                |
| K129    | 雲吉山駅                  | 운길산역                  | Ungilsan                                              | 6.4           | 42.0          | 3級        | 運転簡易駅     | \|     |                                                                                       |                                                                             | | 京畿道       | 南楊州市 |                |
| K130    | 両水駅                    | 양수역                    | Yangsu                                                | 1.9           | 43.9          | 3級        | 普通駅         | ●      |                                                                                       |                                                                             | | 京畿道       | 楊平郡   |                |
| K131    | 新院駅                    | 신원역                    | Sinwon                                                | 4.7           | 48.6          | 3級        | 普通駅         | ↑      |                                                                                       |                                                                             | | 京畿道       | 楊平郡   |                |
| K132    | 菊秀駅                    | 국수역                    | Guksu                                                 | 2.9           | 51.5          | 3級        | 普通駅         | \|     |                                                                                       |                                                                             | | 京畿道       | 楊平郡   |                |
| K133    | 我新駅 (アセア連合神学大) | 아신역 (아세아연합신학대) | Asin (Asian Center for Theological Studies & Mission) | 4.1           | 55.6          | 3級        | 普通駅         | \|     |                                                                                       |                                                                             | | 京畿道       | 楊平郡   |                |
| K134    | 梧浜駅                    | 오빈역                    | Obin                                                  | 2.8           | 58.4          | 3級        | 普通駅         | \|     |                                                                                       |                                                                             | | 京畿道       | 楊平郡   |                |
| K135    | 楊平駅                    | 양평역                    | Yangpyeong                                            | 2.2           | 60.6          | 3級        | 普通駅         | ●      | 韓国鉄道公社：中央線                                                                  | 韓国鉄道公社：中央線                                                        | 韓国鉄道公社：中央線 | 京畿道       | 楊平郡   |                |
| K136    | 元徳駅 (主邑山)           | 원덕역 (주읍산)           | Wondeok (Jueupsan)                                    | 5.8           | 66.4          | 3級        | 普通駅         | 未運行 |                                                                                       |                                                                             | | 京畿道       | 楊平郡   |                |
| K137    | 龍門駅                    | 용문역                    | Yongmun                                               | 4.8           | 71.2          | 2級        | 普通駅         | 未運行 | 韓国鉄道公社：中央線                                                                  | 韓国鉄道公社：中央線                                                        | 韓国鉄道公社：中央線 | 京畿道       | 楊平郡   |                |